# Chrysosoma trigemmans
Chrysosoma trigemmans är en tvåvingeart som först beskrevs av Walker 1849.  Chrysosoma trigemmans ingår i släktet Chrysosoma och familjen styltflugor. Inga underarter finns listade i Catalogue of Life.